# Xenopus
Xenopus (gr. 'peu estrany') és un gènere d'anurs de la família Pipidae. Viuen a l'Àfrica i són carnívores.

## Com a model experimental
El Xenopus és molt utilitzat com a model científic per a l'estudi de l'expressió de gens i proteïnes i inhibició de gens (knockdown). Com que fan 1 mm de diàmetre, els oòcits de Xenopus són prou grossos per permetre un estudi més fàcil i detallat que en cèl·lules de menor grandària. Es pot introduir ARN procedent d'altres organismes mitjançant microinjeccions en els oòcits, estudiant-se l'expressió dels seus gens mitjançant tècniques de biologia molecular o electrofisiològiques.

## Taxonomia
- Xenopus amieti
- Xenopus andrei
- Xenopus borealis
- Xenopus boumbaensis
- Xenopus clivii
- Xenopus fraseri
- Xenopus gilli
- Xenopus itombwensis
- Xenopus laevis
- Xenopus largeni
- Xenopus lenduensis
- Xenopus longipes
- Xenopus muelleri
- Xenopus petersii
- Xenopus pygmaeus
- Xenopus ruwenzoriensis
- Xenopus tropicalis
- Xenopus vestitus
- Xenopus victorianus
- Xenopus wittei